# Короткоклювые фламинго
Короткоклю́вые флами́нго, или америка́нские флами́нго (лат. Phoenicoparrus) — род птиц семейства фламинговых. Оба представителя — андский фламинго и фламинго Джеймса — обитают в Южной Америке на высокосолёных мелководных озёрах горных плато Анд. Питаются диатомовыми водорослями. Отличаются от представителей рода фламинго специализированным кормовым аппаратом, который позволяет им отцеживать только мелкие частицы. Различия с малым фламинго связаны со строением лапы — у короткоклювых фламинго отсутствует задний палец. Могут образовывать колонии друг с другом и с чилийским фламинго. Строят конусообразные гнёзда из грязи и откладывают одно яйцо. Гнёзда всех трёх видов неотличимы, но яйца имеют разные размеры и форму.

## Описание
Фламинго — крупные птицы с маленькой головой, очень длинными ногами и шеей. Фламинго Джеймса (Phoenicoparrus jamesi) по размерам близок к малому фламинго (Phoeniconaias minor). Длина тела фламинго Джеймса составляет 102—110 см, масса может достигать 2 кг, размах крыльев — 100 см. В некоторых источниках указаны ещё меньшие размеры фламинго Джеймса. Андский фламинго (Phoenicoparrus andinus), хоть и превышает размерами чилийского (Phoenicopterus chilensis), значительно уступает красному (Phoenicopterus ruber) и розовому фламинго (Phoenicopterus roseus). Длина тела андского фламинго составляет 100—140 см, масса может достигать 4 кг, размах крыльев — 100—160 см; это самый крупный вид фламинговых в Андах. Роберт Портер Аллен добавлял, что у андского фламинго самые длинные крылья и хвост.

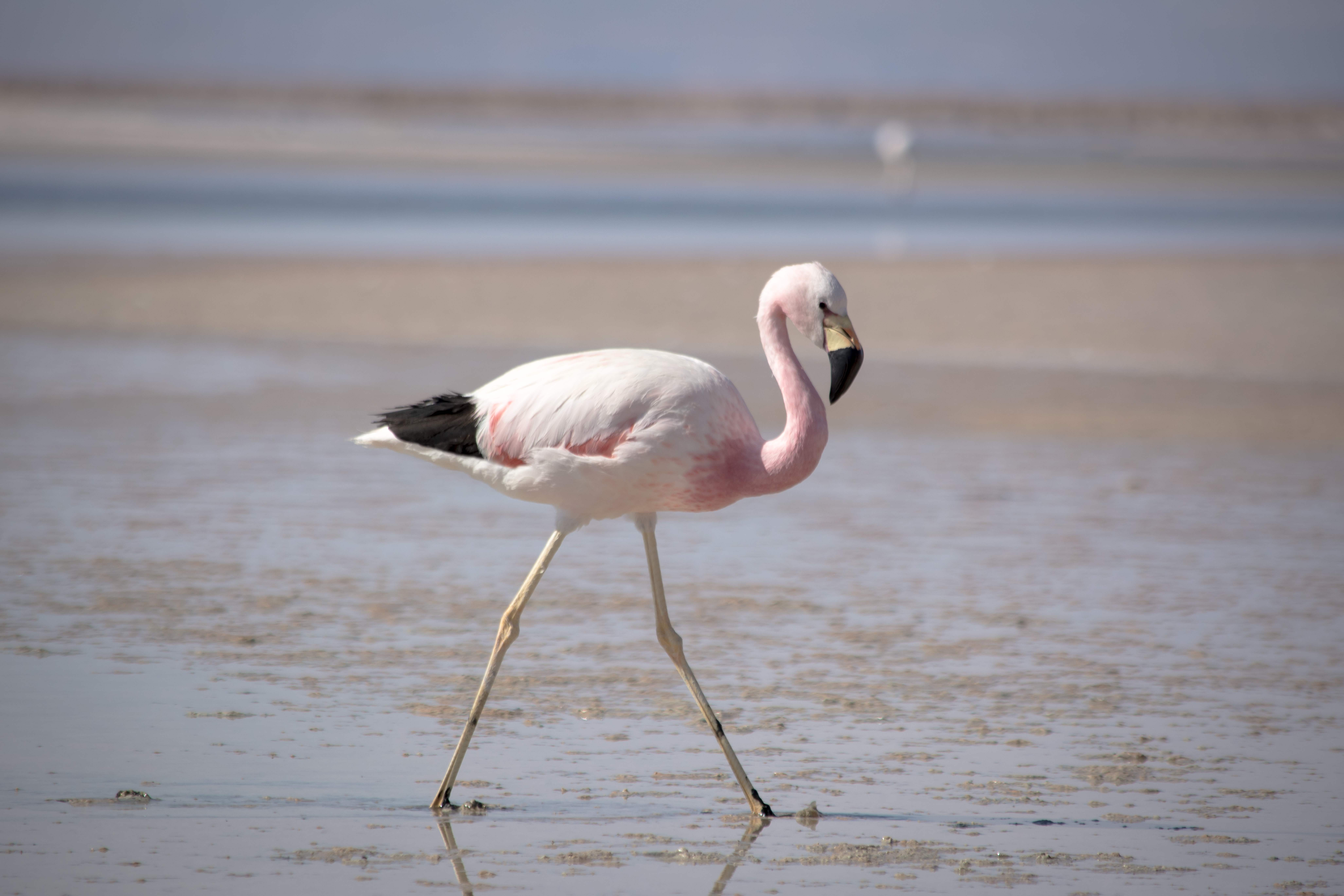
Андский фламинго

Оперение андского фламинго бледно-розовое, почти белое, более тёмное в верхней части; голова, шея и верхняя часть груди — тёмно-розовые или винно-красные. Маховые перья образуют сзади хорошо заметный чёрный треугольник, который позволяет отличить данный вид от чилийского фламинго и фламинго Джеймса. Оперение фламинго Джеймса окрашено в нежно-розовый цвет, более яркий ближе к голове. Во время сезона размножения на груди птиц выделяются карминовые прожилки, перья на плечах — ярко-красные. У стоящей птицы плечевые перья и перья надхвостья образуют «бахрому» и частично скрывают крылья и хвост. Цвет крыльев становится виден только в развёрнутом виде. Основной цвет оперения достигается за счёт каротиноидов, которые фламинго получает напрямую, поглощая синтезирующие их водоросли и другие организмы, или через питающихся ими беспозвоночных. Фламинговые расщепляют их на кантаксантин, эхиненон, феникоксантин, астаксантин, феникоптерон; у короткоклювых фламинго был также обнаружен фукоксантин. Каротиноиды составляют менее 0,1 % от сухого веса корма, интенсивность окраски достигается также за счёт эффективного метаболизма. На кроющих перьях крыльев цвет особенно интенсивен.

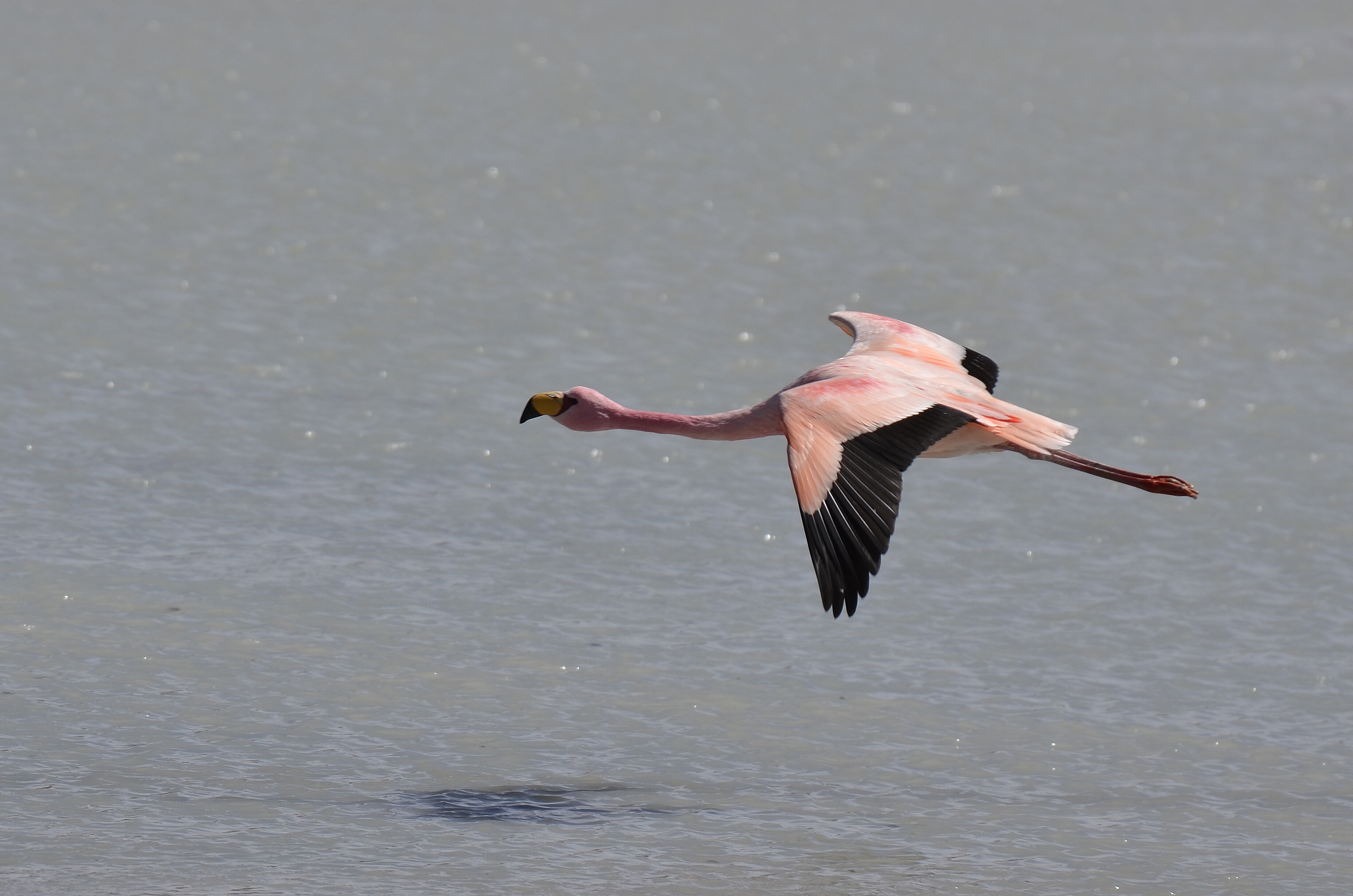
Фламинго Джеймса в полёте

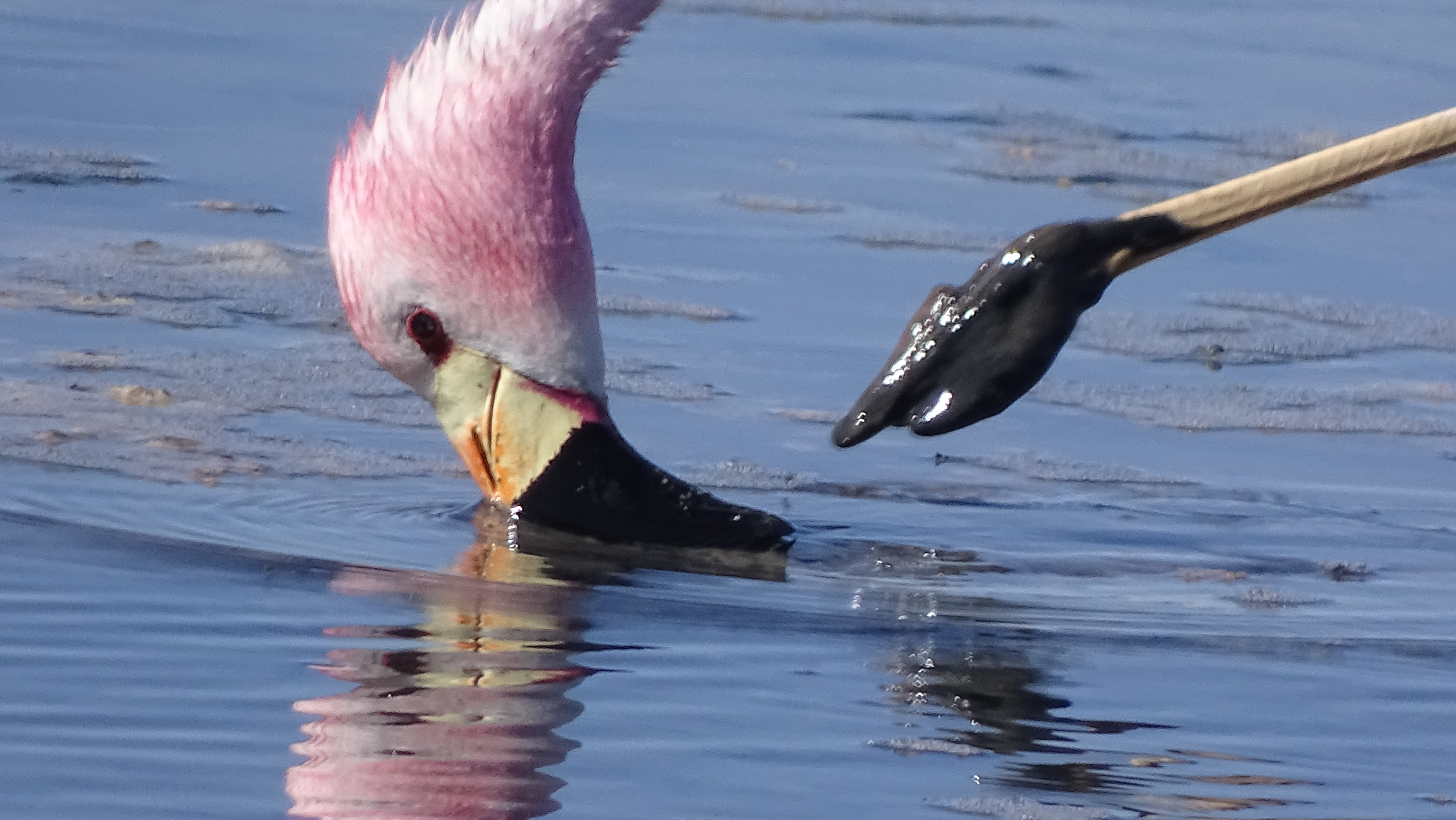
Крупный план андского фламинго

Клюв фламинго очень крупный относительно головы, он почти под прямым углом «коленообразно» загнут вниз в средней части. Клюв андского фламинго — один из самых крупных, хотя и не самый длинный; его полная длина составляет 10,6—10,7 см, от точки перегиба до кончика клюва — 6,5—7,0 см. У фламинго Джеймса самый короткий клюв среди представителей семейства — 8,5—9 см, часть клюва после изгиба также очень короткая — 5 см, по меньшей мере на 1,5 см короче, чем у других фламинговых. Основание клюва андского фламинго окрашено в светло-жёлтый цвет, фламинго Джеймса — в жёлтый с красным пятном в месте перехода жёлтого в чёрный, кончик клюва у обоих птиц чёрный. Британский зоолог Филип Склейтер, описавший фламинго Джеймса в 1886 году, особое внимание уделил отличиям в строении и окраске клюва андского фламинго и фламинго Джеймса. У андского фламинго надклювье шире, чёрный цвет распространяется дальше, а цвет у основания клюва светлее. Карминовая неоперённая уздечка (область между клювом и глазом) фламинго Джеймса шире, чем у андского фламинго. Кроме того, у последнего она кирпично-красного цвета.
Три коротких передних пальца с тупыми когтями направлены вперёд и соединены хорошо развитой перепонкой, задний палец у короткоклювых фламинго отсутствует. Ноги у андского фламинго жёлтые, у фламинго Джеймса — розовые или кирпично-красные, что позволяет легко отличать птиц на близком расстоянии. Вместе с тем Альфредо Уильям Джонсон (Alfredo William Johnson) отмечал, что в суровых условиях Лагуна-Колорада определить меньший размер фламинго Джеймса по сравнению с другими видами затруднительно. Птиц легко перепутать с молодыми андскими фламинго.

## Распространение

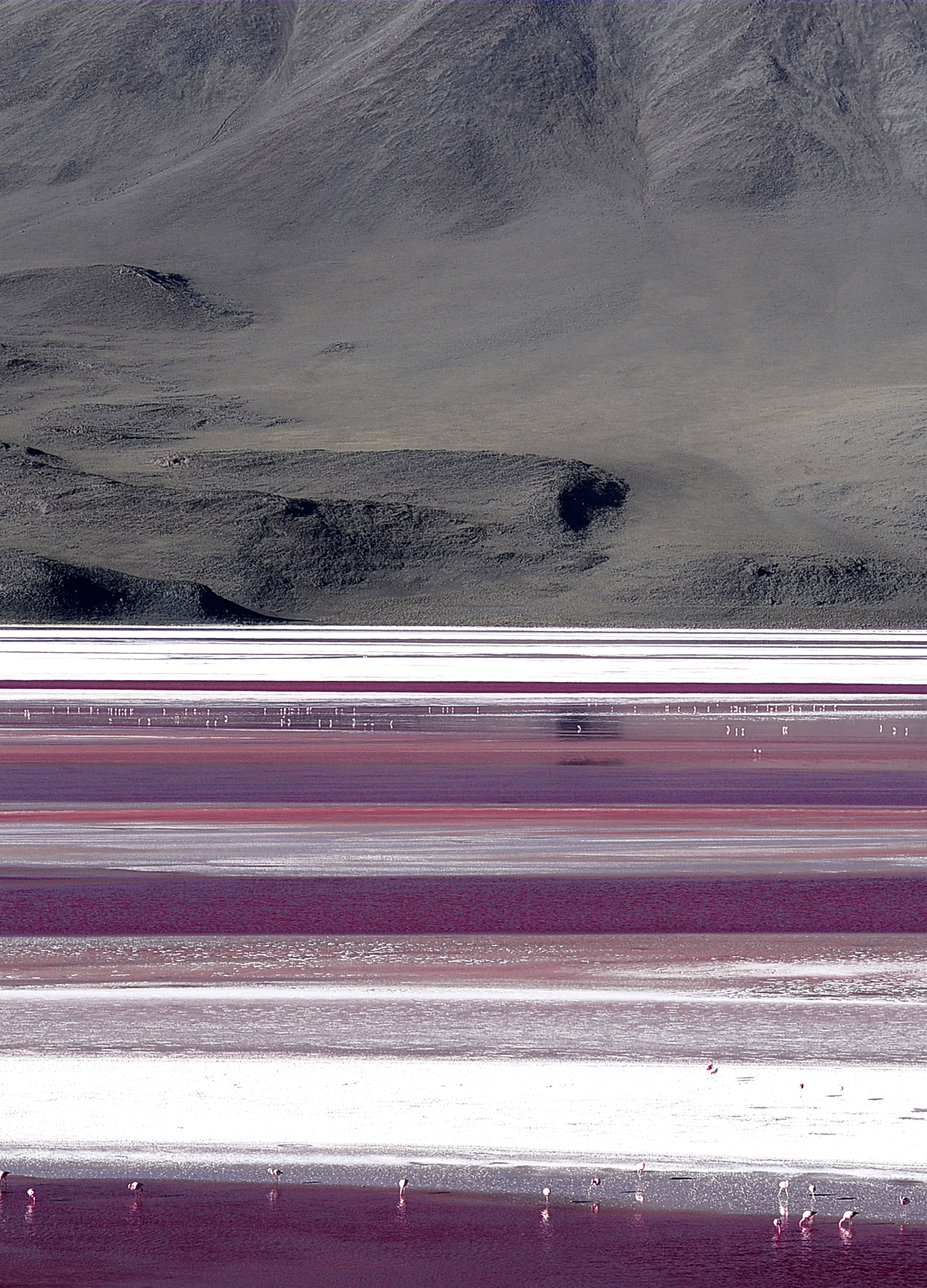
Лагуна-Колорада в Боливии

Короткоклювые фламинго обитают на высокогорных озёрах Перу, Боливии, Чили и Аргентины. Их крайне редко можно встретить за пределами богатого озёрами высокогорного плато Альтиплано между западными и восточными хребтами Анд. Чилийский фламинго, которого учёные относят к роду фламинго, широко распространён на всём юге Южной Америки, его ареал включает обширную территорию от Перу до архипелага Огненная Земля. Некоторые колонии образованы тремя южноамериканскими видами. В зимние месяцы короткоклювые фламинго спускаются с гор.
Для мест обитания короткоклювых фламинго характерен сухой холодный климат с сильными ветрами, ярким солнцем и высокими дневными колебаниями температур. Во время летней экспедиции Джонсона в Лагуна-Колорада в конце января 1957 года учёные попали в грозу, которая перешла в проливной дождь, затем в град и позднее в снег. В зимнее время температура воздуха может опускаться до −30 °C. На протяжении экспедиции температура воды на большей части озера составляла 12 °C, pH — 8—9. На северо-востоке озера были расположены горячие источники вулканического происхождения, температура воды в этой части составляла около 22 °C, pH — 5—6. Состав воды: хлорид натрия — 59,32 грамма на литр, сульфат натрия — 21,41, сульфат магния — 2,85. Эти же соли образуют корку по краям озера и на дне. Джонсон писал, что они добирались к гнездовой колонии по «тонкой корке соли, которая образовывала своего рода ложное дно озера, прогибалась под нашим весом на каждом шагу и оставляла порезы на наших щиколотках и лодыжках» (англ. the thin crust of salt which formed a sort of false bottom to the lake gave way under our weight at every step and cut gashes in our ankles and legs). Короткоклювые фламинго не селятся на водоёмах со сложенным твёрдыми породами дном, при этом фламинго Джеймса предпочитает более мелкие водоёмы, расположенные более высоко в горах.
Короткоклювые фламинго являются самыми редкими представителями семейства. В издании «Разнообразие птиц» 2001 года численность и андского фламинго, и фламинго Джеймса оценивалась в 50 тысяч особей. С 1924 по 1957 год фламинго Джеймса считался полностью вымершим, но потом экспедицией Джонсона были обнаружены его гнездовья в Лагуна-Колорада на юге Боливии. С тех пор численность вида заметно возросла, при этом фламинго Джеймса включён во второе приложение СИТЕС. Для оценки численности южноамериканских видов фламинго и в первую очередь короткоклювых андского фламинго и фламинго Джеймса в горах на границе Перу, Боливии и Чили регулярно проводятся переписи фламинго. Шестая международная одновременная перепись фламинго завершилась в феврале 2020 года.

## Питание

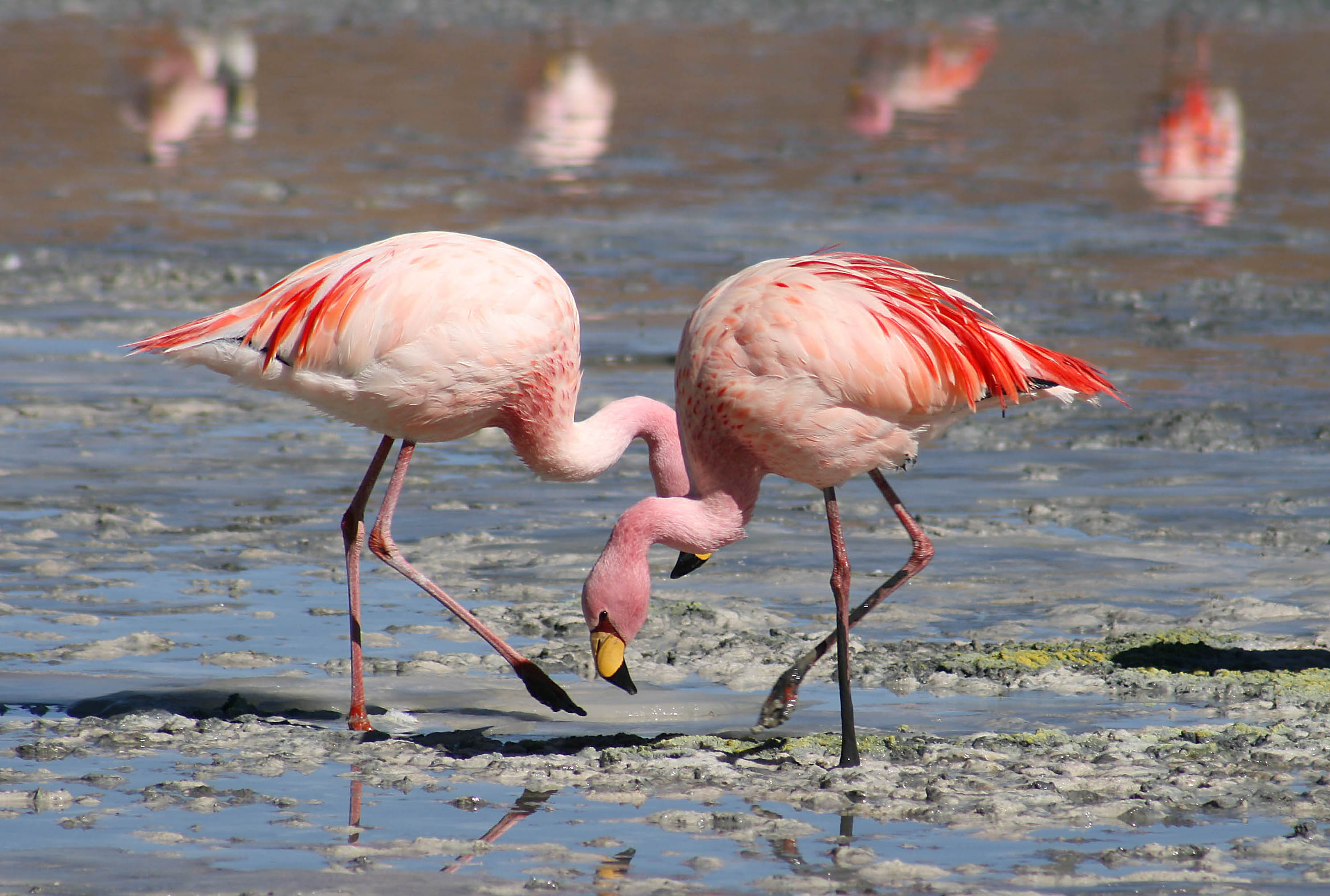
Фламинго Джеймса кормится на мелководье в Лагуна-Колорада

Основу рациона короткоклювых фламинго составляют диатомовые водоросли. Исследование желудков птиц, подстреленных экспедицией Джонсона, показало наличие в них более 20 видов диатомовых водорослей и большого количества песка, при этом остатки более крупных организмов отсутствовали. Конкуренции между короткоклювыми фламинго и обитающим на тех же озёрах чилийским фламинго не происходит, так как цедильные аппараты этих птиц пропускают пищу разных размеров. Чилийский фламинго, как и другие представители рода фламинго, предпочитает питаться более крупным зоопланктоном. Фламинго Джеймса обычно кормится на глубине около 2 см, когда вода только-только покрывает перепончатые лапы; мелкая глубина позволяет надолго погружать клюв в воду чтобы собирать корм со дна, при этом ноздри остаются над водой. По сравнению с фламинго Джеймса, андский фламинго обладает более крупными размерами и добывает корм на других глубинах.
Исследование клювов южноамериканских видов фламинго было предпринято Вирджинией Маскитти (Virginia Mascitti) и Фернандо Освальдо Краветцем (Fernando Osvaldo Kravetz) в 2002 году. У короткоклювых фламинго схожая морфология клюва: надклювье уже подклювья, из-за чего по сторонам клюва образуется небольшой зазор, перекрывающийся пластинами, расположенными по краю надклювья. В дистальной части клюва (ближе к концу) эти пластины напоминают крюки, а в проксимальной — бугры. Сам клюв очень глубокий. У фламинго Джеймса клюв меньше, чем у андского, а надклювье — ещё уже. Язык короткоклювых фламинго очень узкий, на его верхней поверхности расположено около 20 волосков (лат. papillae linguae rostralis) высотой 1,0—1,5 мм.
У андского фламинго размеры образуемого пластинами фильтра составляют 432 × 901 мкм в месте перегиба клюва и 1032 × 1184 мкм — на конце; у фламинго Джеймса — 474 × 486 мкм и 787 × 350 мкм соответственно. При этом в желудке андского фламинго обнаружились диатомовые водоросли преимущественно размером 61—120 мкм, а частицы песка имели размеры 501—1000 мкм. Фламинго Джеймса предпочитает диатомовые водоросли размером 21—60 мкм и частицы песка размером 91—500 мкм (песчинки большего размера в желудке отсутствуют). Пенелопа Дженкин (Penelope Margaret Jenkin) в 1957 году предположила, что у короткоклювых фламинго верхние и нижние внешние пластины в первую очередь используются как заслонки, не позволяющие крупной пище покинуть рот при выталкивании воды изо рта. Маскитти и Краветц в 2002 году посчитали, что, помимо функции заслонки, эти пластины осуществляют фильтрацию крупных частиц во время втягивания воды, при этом за фильтрацию мелких частиц отвечают внутренние пластины.

## Размножение

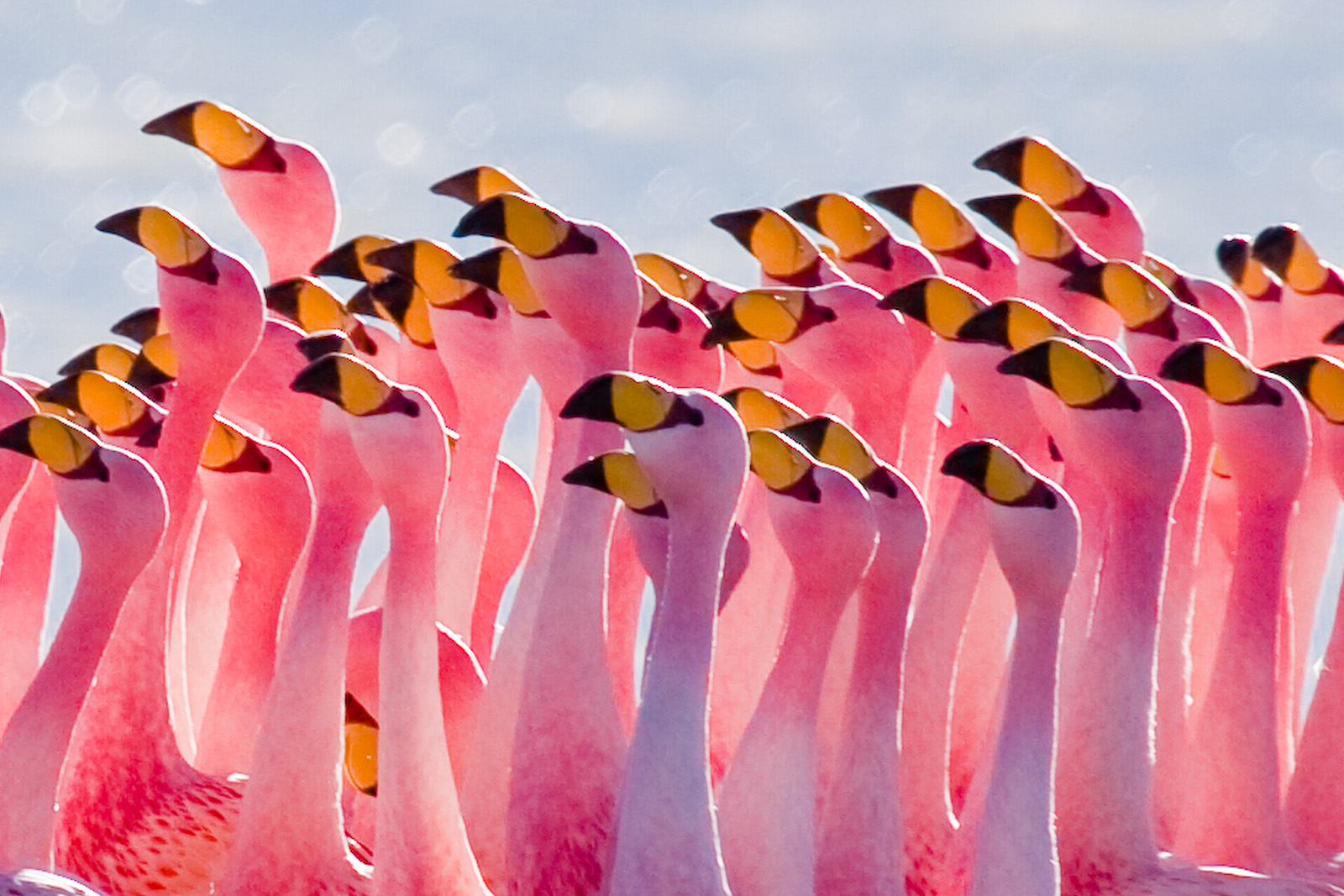
Брачный танец фламинго Джеймса

Короткоклювые фламинго устраивают свои гнездовые колонии исключительно высоко в горах, в то время как чилийский фламинго, который часто делит высокогорные озёра с короткоклювыми видами, может спускаться намного ниже, известно о гнездовьях этого вида в Патагонии. Совокупные размеры смешанных колоний составляют несколько тысяч пар. Основными колониями андского фламинго являются Лагуна-Колорада в Боливии, Лагуна-де-Салинас в Перу и Салар-де-Атакама в Чили; последняя, по-видимому, является наиболее многочисленной. Фламинго Джеймса предпочитает колонии на Салар-де-Тара (Salar de Tara) и Салар-де-Сурире в Чили, вдоль северо-восточного побережья солончака Уюни, южной оконечности озера Поопо в Боливии, на озере Лагуна-Вилама в Аргентине. Основная колония, по-видимому, расположена на озере Лагуна-Колорада. В брачном поведении фламинговых обязательны элементы группового «танца», репродуктивные инстинкты птиц срабатывают только в условиях массовости.

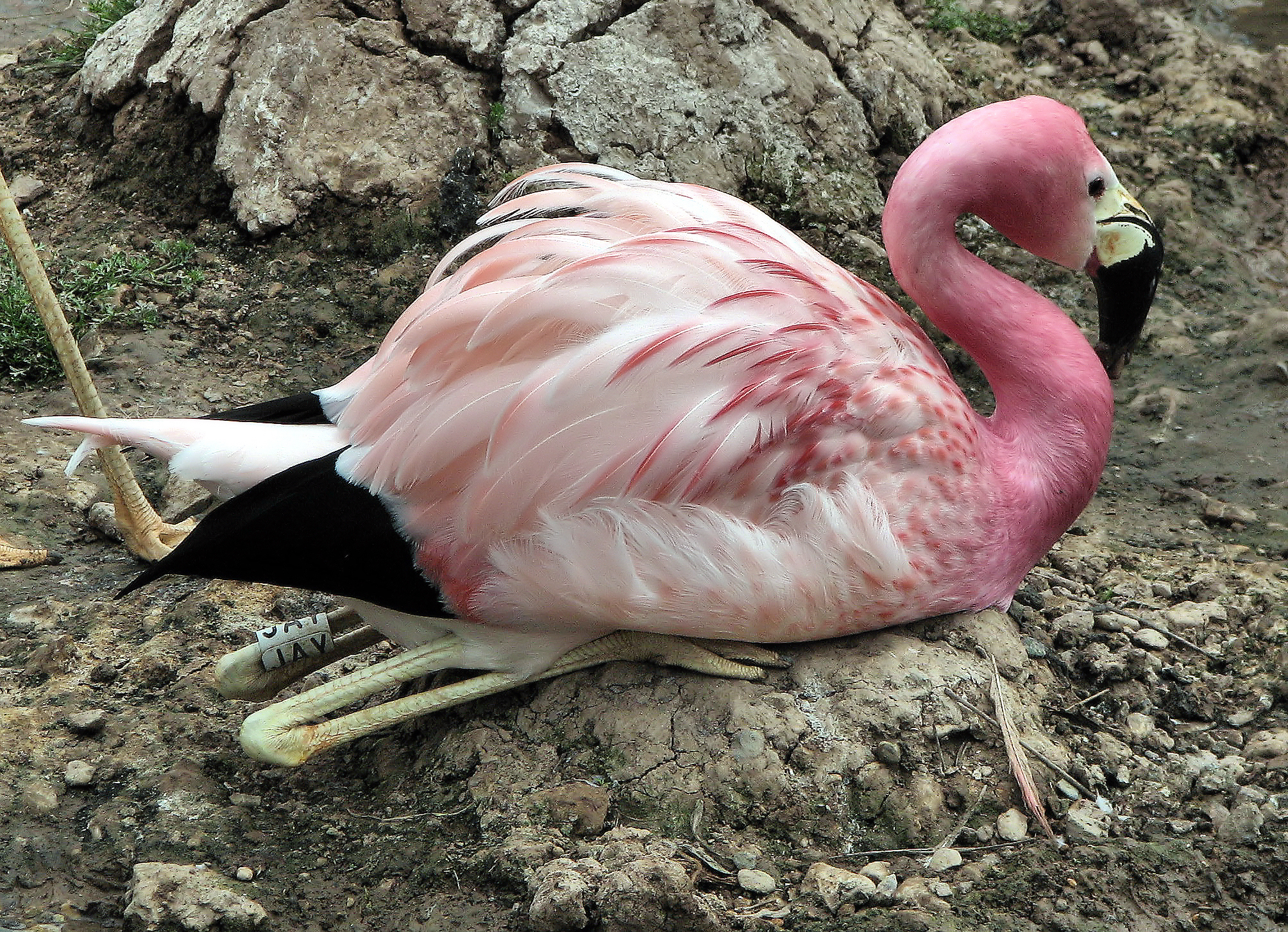
Андский фламинго на гнезде

Гнёзда всех южноамериканских фламинго неотличимы друг от друга: все они представляют собой конусообразные кучи грязи диаметром 45—50 см у основания и 28—30 см сверху, высотой около 10 см. Гнёзда расположены очень кучно, на расстоянии 6—8 см друг от друга, при этом гнездо фламинго Джеймса может соседствовать с гнёздами андского и чилийского фламинго. Поначалу члены экспедиции Джонсона в Лагуна-Колорада отмечали насиживающую птицу и лишь по ней определяли, какому виду принадлежит яйцо в гнезде. Впоследствии они обнаружили характерные особенности яиц: у фламинго Джеймса они были заметно меньше остальных, а чилийского фламинго — уже и длиннее, чем андского. Размеры яиц фламинго Джеймса в среднем составили 82,8 × 51,1 мм, андского фламинго — 84,7 × 54,3 мм, соседствующего с ними чилийского фламинго — 94,9 × 53,5 мм. Исследовавшие две мини-колонии в Лагуна-Колорада учёные ни в одной из них не нашли кладку, состоящую более чем из одного яйца. Инкубационный период у фламинговых составляет 27—33 дня.
Только что вылупившиеся птенцы фламинго покрыты густым белым пухом, обладают коротким прямым клювом и короткими толстыми ногами. Постепенно первый пуховой наряд сменяется более тёмным, а клюв изгибается. Первые две недели фламинго вскармливают птенцов питательной смесью («молочком»), которая формируется в пищеводе. Со временем переходят на частично переваренную пищу. Во время третьего месяца молодые птицы приобретают способность к полёту и окончательно формируют цедильный аппарат. Взрослое оперение птицы приобретают на третьем году жизни.
Многие фламинговые живут 20—30 лет, нередко встречаются особи возрастом более 50 лет.

## Систематика
Род был выделен французским орнитологом Шарлем Люсьеном Бонапартом в 1856 году. Названия всех родов фламинго связаны с древнегреческим корнем др.-греч. φοῖνιξ — «багровый». Phoenicoparrus могло означать новых, недавно обнаруженных птиц или птиц дурного предзнаменования. В 1869 году британский зоолог Джордж Роберт Грей включил описание и иллюстрацию клюва фламинго Джеймса в свою работу по классификации фламинго, но рассматривал его в составе андского фламинго. В 1886 году британский зоолог Филип Склейтер выделил фламинго Джеймса в отдельный вид.
Современные виды семейства фламинговых можно разделить на две группы на основе строения клюва. У птиц рода фламинго (Phoenicopterus) наблюдается примитивное строение. Надклювье у них имеет одинаковую ширину с подклювьем или немного шире его, оставляя небольшое пространство в закрытом состоянии, которое позволяет фильтровать крупные частицы, в частности моллюсков и ракообразных. Представители родов малые фламинго (Phoeniconaias) и короткоклювые фламинго (Phoenicoparrus) имеют более специализированный кормовой аппарат. У них надклювье заметно у́же подклювья и плотно прилегает к нему, что позволяет фильтровать исключительно мелкие частицы, в основном синезелёные и диатомовые водоросли. Различие между двумя последними родами связано с наличием или отсутствием заднего пальца на ногах, некоторые учёные считают его несущественным и полагают Phoeniconaias синонимом Phoenicoparrus. Согласно молекулярным исследованиям Торреса и соавторов, краун-группа семейства сформировалась в плиоцене 3,0—6,5 млн лет назад. Разделение по строению клюва произошло в плиоцене или раннем плейстоцене 1,7—3,9 млн лет назад. Дальнейшее разделение андского фламинго и фламинго Джеймса — 0,5—2,5 млн лет назад.
Международный союз орнитологов относит к роду два вида:
- Phoenicoparrus andinus (Philippi, 1854);
- Phoenicoparrus jamesi (Sclater, 1886).